# Роздольська сільська територіальна громада
Роздольська сільська громада — об'єднана територіальна громада в Україні, у Василівському районі Запорізької області. Адміністративний центр — село Роздол.
Площа громади — 418,29 км², населення — 6780 мешканців (2020).

## Історія
Громада утворена 22 листопада 2017 року шляхом об'єднання Високівської, Любимівської та Роздольської сільських рад Михайлівського району.
12 червня 2020 року, відповідно до розпорядження Кабінету Міністрів України № 713-р «Про визначення адміністративних центрів та затвердження територій територіальних громад Запорізької області», до громади об'єднано ще 9  населених пунктів.
19 липня 2020 року, в результаті адміністративно-територіальної реформи та ліквідації  Михайлівського району та Токмацького районів населені пункти  громади увійшли до складу Василівського району.

## Населені пункти
До складу громади входять 32 села:
- Абрикосівка
- Барвінівка
- Виноградівка
- Високе
- Вишнівка
- Вишневе
- Водне
- Володимирівка
- Дніпровка
- Завітне
- Зелений Гай
- Кавунівка
- Кохане
- Лиманівка
- Любимівка
- Нове Поле
- Новогорівка
- Новолюбимівка
- Переможне
- Рівне
- Роздол
- Садове
- Солов'ївка
- Садове
- Степове
- Суворе
- Таврія
- Тракторне
- Трудовик
- Трудолюбимівка
- Українка
- Чорноземне
- Шевченка